# Swingin’ Fireballs
Swingin’ Fireballs ist eine Jazz- und Swingband aus Bremen. Sie wurden vom Hamburger Abendblatt als „Deutschlands beste Swing-Jazzer“ bezeichnet.

## Musik
Die Swingin’ Fireballs orientieren sich am amerikanischen Entertainment der 50er und 60er Jahre im Stil von Frank Sinatra, Dean Martin oder Louis Prima. Alle Arrangements werden vom Pianisten Joachim Refardt geschrieben.

## Geschichte
Die Musiker der Swingin’ Fireballs haben in unterschiedlichsten Bands und Orchestern gespielt (z. B. James Last, Joe Cocker, Paul Anka, Peter Herbolzheimer, Udo Lindenberg, René Kollo, Schleswig-Holsteinisches Landessinfonieorchester, Philharmonisches Staatsorchester Bremen, Musicals wie Starlight Express, Dirty Dancing, Ich war noch niemals in New York, Sister Act, Rocky, Liebe stirbt nie, Aladdin und Hinterm Horizont).
Im Jahr 1999 haben der Pianist Joachim Refardt und der Saxophonist Volker Bruder die Swingin’ Fireballs gegründet. Die Band spielte mittlerweile über 1000 Konzerte in Deutschland, Europa und China. Höhepunkt war ein gemeinsamer Auftritt mit dem Count-Basie-Orchester im Mai 2004 in Hannover.
Für den Fußballclub Werder Bremen haben die Swingin’ Fireballs im Jahre 2004 den Titel Papa Loves Werder aufgenommen. Als Solist wirkt Jürgen L. Born an der Posaune mit. Der Titel ist auf der Doppel-CD Lebenslang Grün-Weiß erschienen. Das eigene Arrangement lehnt sich an das Billy-May-Arrangement von Papa Loves Mambo an.
Ende 2005 startete eine Zusammenarbeit mit der holländischen Sängerin Greetje Kauffeld. Im Herbst 2006 ist bei dem Plattenlabel Mons Records eine gemeinsame Doppel-CD mit Weihnachtstiteln im Swing-Stil erschienen.
Im Jahr 2009 haben die Swingin´ Fireballs für den Kinofilm Dinosaurier – Gegen uns seht ihr alt aus! von Leander Haussmann insgesamt sieben Titel eingespielt. Die Filmmusik wurde von James Last komponiert, der die Studioaufnahmen auch geleitet hat.
Am 10. November 2009 hat ein Paar in der von der Fox Broadcasting Company produzierten amerikanischen Fernseh-Show "So you think you can dance (Season 6)" zu der Swingin´ Fireballs-Aufnahme von I wanna be like you (CD Showtime von 2004) getanzt.
Im Oktober 2010 sind die Swingin´ Fireballs im Rahmen einer Delegationsreise des Bundesratspräsidenten Jens Böhrnsen nach China gereist. Höhepunkte der Reise waren die musikalische Gestaltung der Feierlichkeiten zum 20. Jahrestag der Deutschen Einheit in der Deutschen Botschaft in Peking sowie das Eröffnungskonzert des Nine Gates Jazz Festivals.
Auf der Jazz-Fachmesse jazzahead wurde im April 2014 die neue CD Swingcredible! offiziell vorgestellt.
Der Saxophonist Matthias Schinkopf wurde 2017 von der Deutschen Popstiftung zum besten Instrumentalsolisten des Jahres gekürt.

## Meinungen
“You were able to get a rich, full ensemble sound out of your group, and I think it sounds great. Keep up the good work!”

„Sehr, sehr gut gespielt – kaum zu glauben! Temperamentvolle Arrangements, gute Soli, guter Gesang. Alles strotzt vor Spielfreude. Man spürt deutlich, dass das alles von heute ist. Es ist kaum zu glauben, dass man heute so etwas in die Finger bekommt.“

„Sehr gute Arrangements, erstklassig gespielt. Diese Band hat ihren eigenen Stil. Ich möchte keinen Musiker besonders hervorheben, Ihr seid alle tolle Jungs – erstklassige Musiker!“

## Diskografie
- 2001: Live in Bremen
- 2003: Come Fly With Us
- 2004: In The Mood For Swing (Mons Records)
- 2004: Showtime
- 2004: Lebenslang Grün-Weiß (edel)
- 2005: In The Mood For Christmas, (Doppel-CD mit Greetje Kauffeld, Mons Records)
- 2008: In The Mood For Dancing, (Mons Records)
- 2008: Swing Trek, (Mons Records)
- 2014: Swingcredible!, (Itchy Dog Records)